# لجنة القوات المسلحة
لجنة القوات المسلحة Committee on Armed Services (تُختصر أحياناً على موقعها الإلكتروني SASC أي لجنة القوات المسلحة في مجلس الشيوخ)، هي إحدى لجان مجلس الشيوخ الأمريكي المخولة الإشراف في الكونكرس على القوات العسكرية الوطنية، وتشمل وزارة الدفاع الأمريكية، بحث وتطوير القوات المسلحة، الطاقة النووية (فيما يتعلق بالأمن القومي)، مصالح أعضاء القوات المسلحة، نظام الخدمة الاختياري
والقضايا المتعلقة بسياسة الدفاع. تأسست لجنة القوات المسلحة بموجب قانون اعادة التنظيم التشريعي 1946 في أعقاب انتصار الولايات المتحدة في الحرب العالمية الثانية. دمجت مسئوليات لجنة الشئون البحرية (تأسست 1816) ولجنة الشئون العسكرية (تأسست أيضاً عام 1816).
تعتبر لجنة القوات المسلحة إحدى اللجان الأكثر قوة في مجلس الشيوخ، مكنتها سلطتها واسعة النطاق بالإبلاغ عن بعض من التشريعات الأكثر شمولاً وثورية خلال سنوات الحرب الباردة، ومنها قانون الأمن القومي 1947. تميل اللجنة إلى اتخاذ مقاربة أكثر حزبية من اللجان الأخرى، حيث أن العديد من أعضائها كانوا يخدمون في الجيش أو لديهم مصالح دفاعية رئيسية تقع في الولايات التي يأتون منها.

## التخصص القضائي
1. أنشطة الطيران والفضاء المتعلقة أو المرتبطة بشكل رئيسي بتطوير نظم الأسلحة أو العمليات العسكرية.
2. الدفاع المشترك.
3. وزارة الدفاع، وزارة الجيش، وزارة البحرية، ووزارة القوات الجوية، بصفة عامة.
4. صيانة وتشغيل قناة بنما، بما يشمل إدارة، تطهير، وحكومة منطقة القناة.
5. الأبحاث والتطوير العسكري.
6. جوانب الأمن الوطني للطاقة النووية.
7. احتياطي النفط البحري، عدا ذلك الموجود في ألاسكا.
8. السداد، الترويج، التقاعد، والمصالح والمزايا الأخرى لأعضاء القوات المسلحة، بما يشمل الإشراف على تعليم المعالين المدنيين والعسكريين.
9. نظام الخدمة الاختيارية.
10. المواد الاستراتيجية والحركة اللازمة للدفاع المشترك.

## الأعضاء رقم 115
| الأغلبية | الأقلية |
| --- | --- |
| - جيم إنهوف، اوكلاهوما، الرئيس (من 6 سبتمبر 2018) - جون مكين، أريزونا، الرئيس (حتى 25 أغسطس 2018) - روجر ويكر، مسيسيپي - ديب فيشر، نبراسكا - توم كوتون، أرنكساس - مايك روندز، داكوتا الجنوبية - جوني إيرنست، آيوا - توم تيليس، كارولاينا الشمالية - دان سوليفان، آلاسكا - ديفيد بيردو، جورجيا - تيد كروز، تكساس - ليندسي غراهام، كارولاينا الجنوبية - بن ساز، نبراسكا - تيم سكوت، كارولاينا الشمالية - جون كيل، أريزونا (من 6 سبتمبر 2018) | - جاك ريد، رود آيلاند، Ranking Member - بيل نيلسون، فلوريدا - كلير مكاسكيل، ميزوري - جين شاهين، نيوهامپشير - كيرستن جيليبراند، نيويورك - ريتشارد بلومنتال، كنتيكت - جو دونلي، إنديانا - مازي هيرونو، هاواي - تيم كين، ڤرجينيا - أنغوس كينغ، مين - مارتن هاينريش، نيومكسيكو - إلزابث وارن، مساتشوستس - غاري بيترز، مشيگن |

المصدر: